# Alsemambrosia
Alsemambrosia (Ambrosia artemisiifolia) is een plantensoort uit de composietenfamilie (Asteraceae). De plant is een invasieve exoot, oorspronkelijk afkomstig uit Noord-Amerika. Alsemambrosia is onopzettelijk door toedoen van de mens in Nederland ingeburgerd. Ambrosia is het Griekse woord voor 'voedsel voor de goden', waardoor ze eeuwig leefden. 
De plant scheidt de stof coronopiline uit, die de groei van andere planten in de omgeving belemmert. Hij is berucht vanwege de overlast door hooikoorts veroorzakend stuifmeel.

## Beschrijving
Alsemambrosia is een eenjarige, kruidachtige plant die een hoogte bereikt van 20–100 cm. De bladeren zijn meestal dubbelgeveerd, soms enkelgeveerd.
Alsemambrosia bloeit in september en oktober met eenslachtige, circa 3 mm grote, hoofdjes. De hoofdjes zitten in een aar. Er zitten geen stroschubben in de hoofdjes en een pappus ontbreekt.
De klokvormige mannelijke hoofdjes hangen naar beneden en hebben kale of weinig behaarde, vergroeide omwindselbladen.
De grijs-witte, vrouwelijke hoofdjes zijn eenbloemig en hebben twee eironde schutbladen. De bloemen zitten weinig opvallend in de bladoksels onder de mannelijke bloemhoofdjes.
De bruine vrucht is een nootje zonder vruchtpluis en heeft de vorm van een pijlpunt. Het nootje heeft een hoog oliegehalte. Het omwindsel om het nootje heeft vijf tot zeven priemvormige stekels, die uitlopen in een lange snavel. Het vruchtje haakt door de priemvormige stekels in de vacht van dieren en wordt zo verspreid.

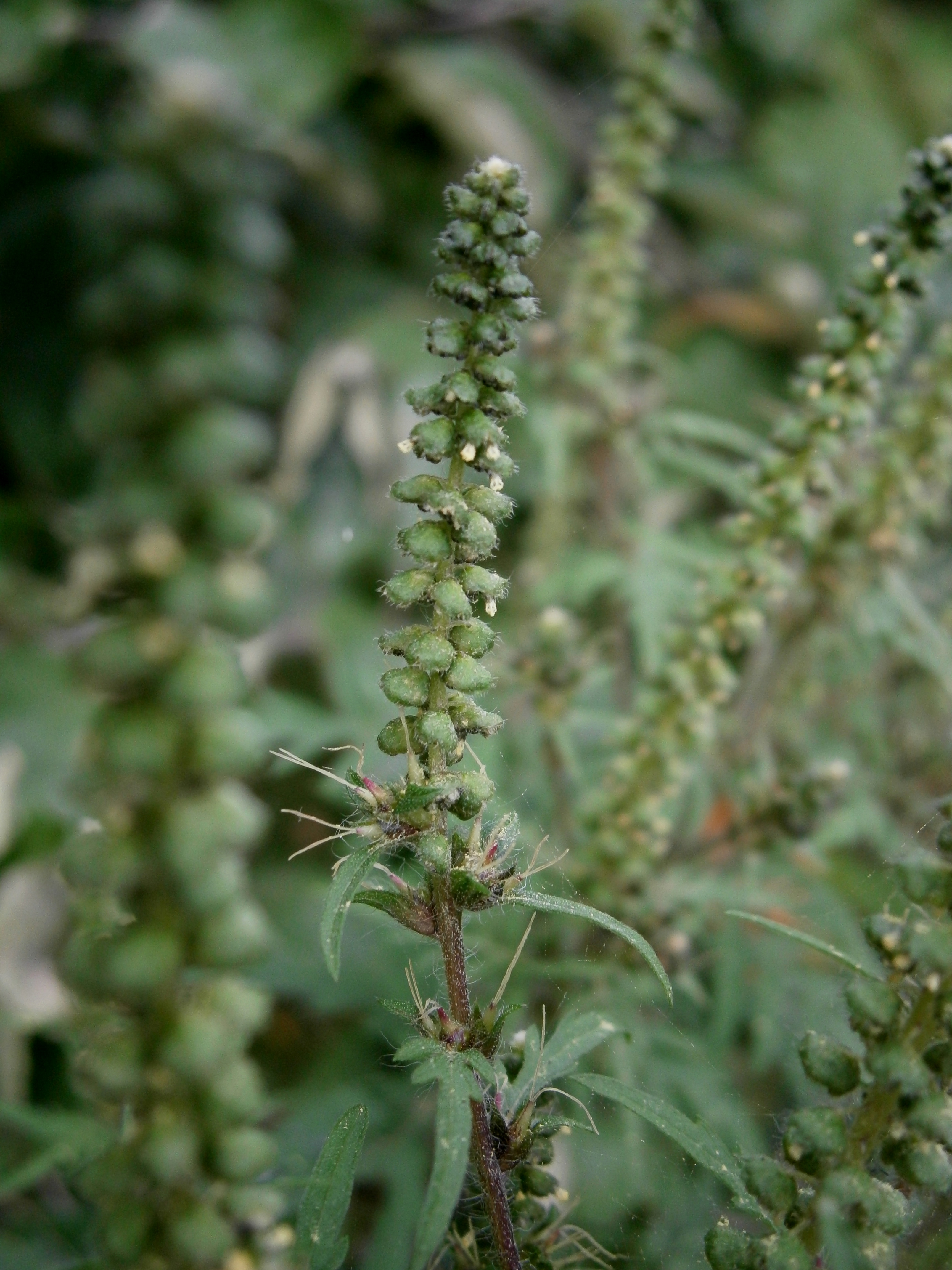
Bloeiwijze
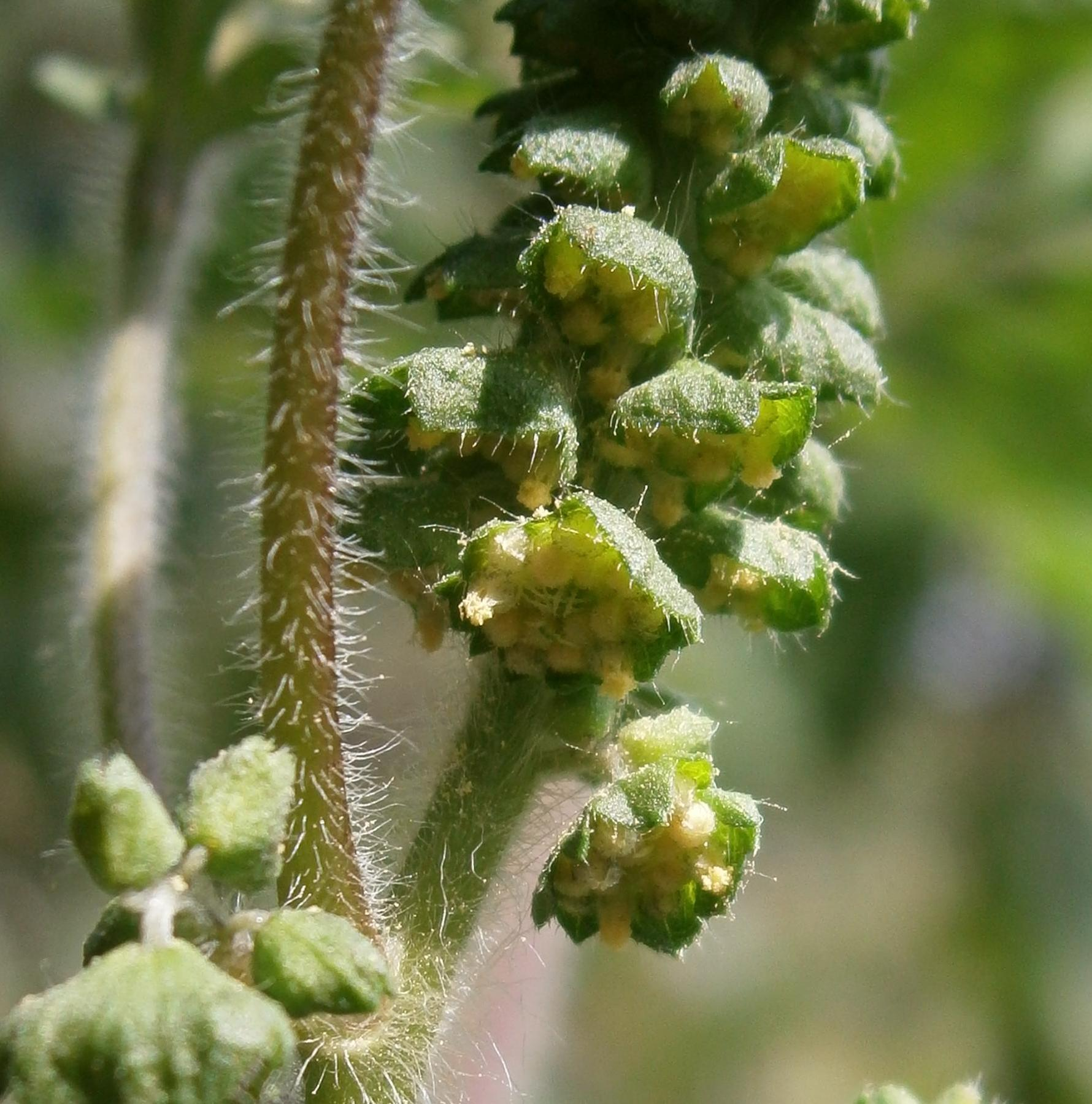
Hangende mannelijke hoofdjes
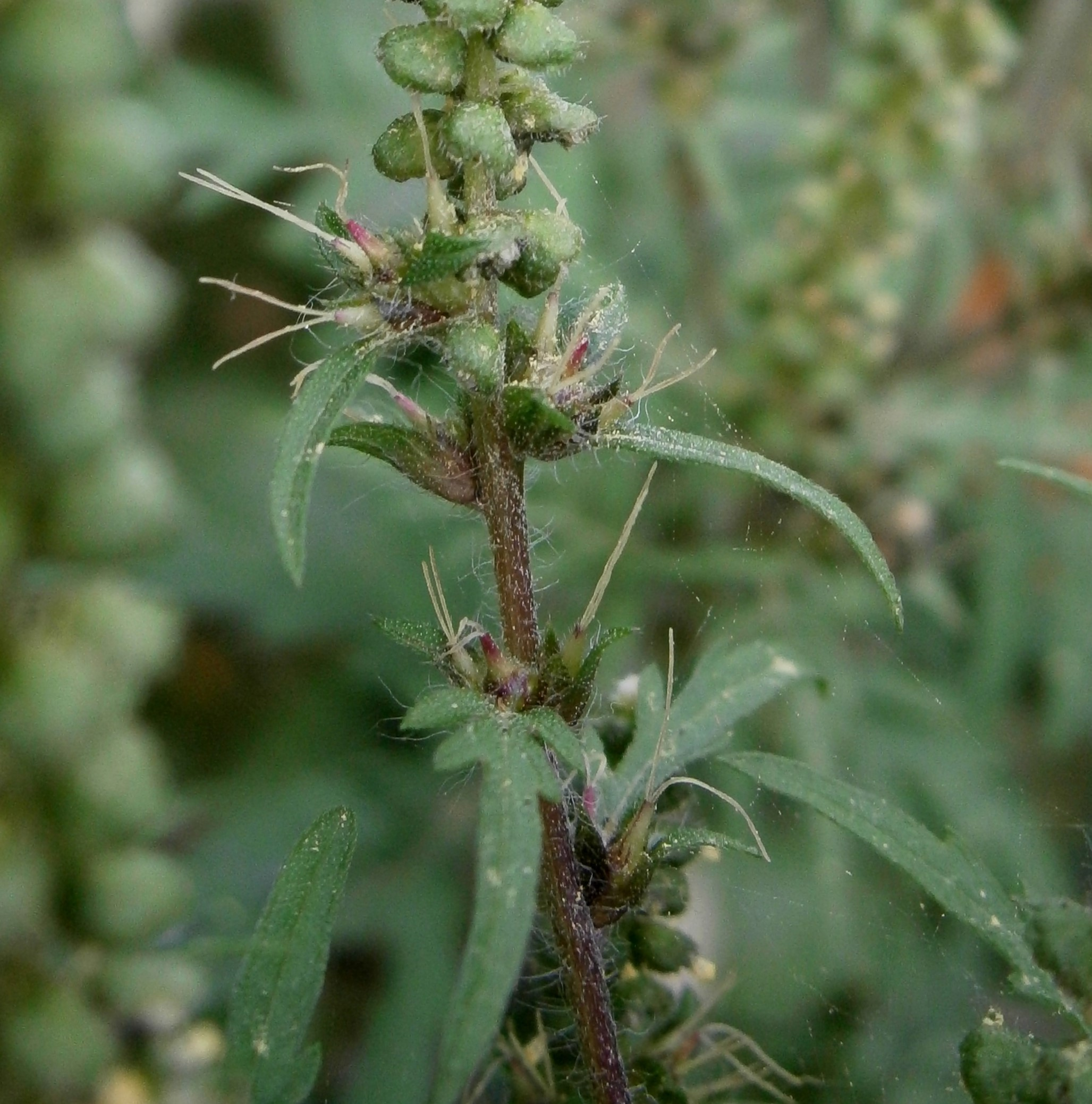
Vrouwelijke hoofdjes in de bladoksels
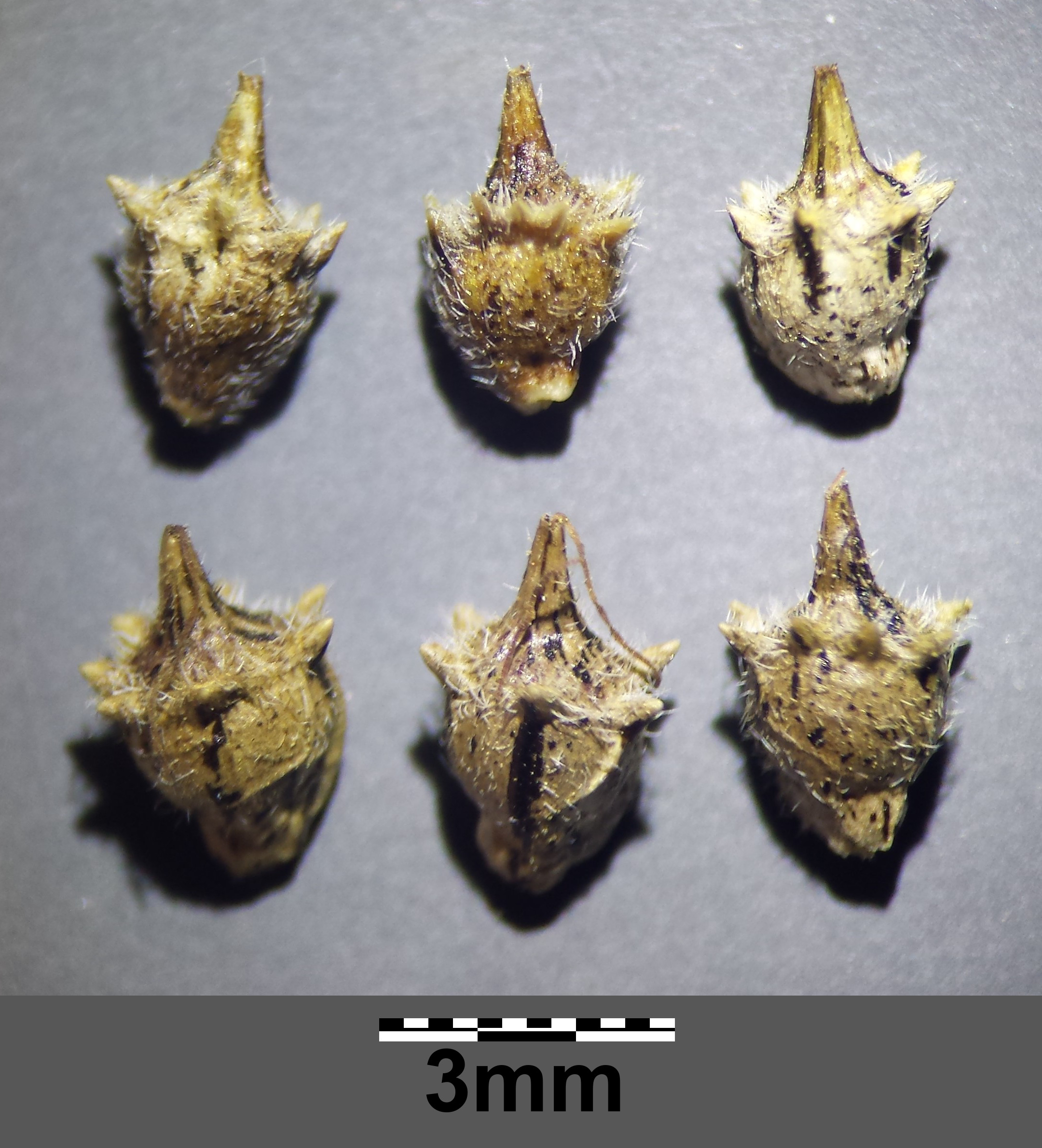
Vruchten
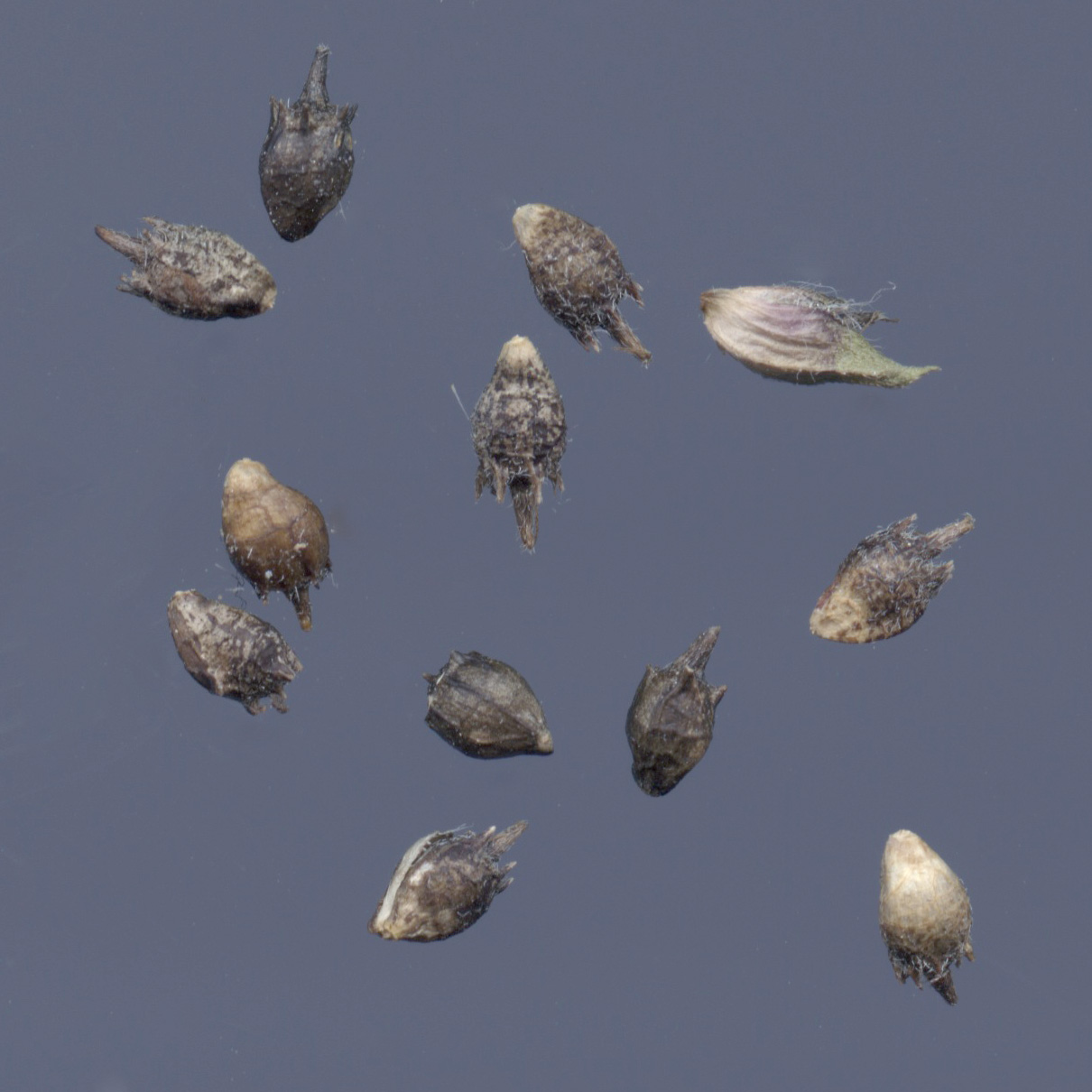
Nootjes

## Import in Europa

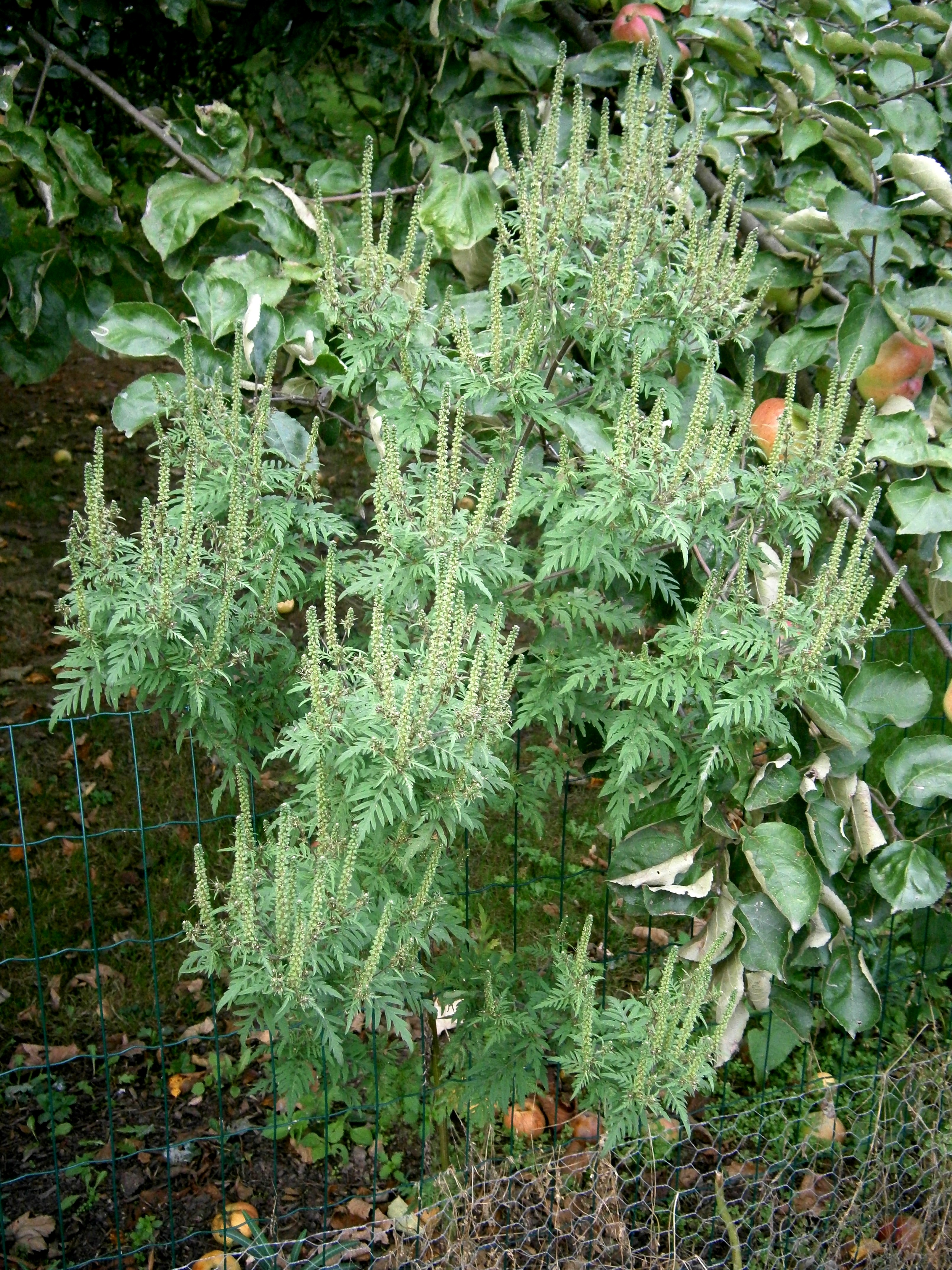
Plant in een kippenhok in België

De plant is richting de lage landen gekomen door onder andere de import van kippen- en vogelvoer, waartussen zich ook de zaden van alsemambrosia bevinden.

In Duitsland is het inmiddels bij wet verboden dit voer te importeren indien daaruit niet de zaden van alsemambrosia zijn verwijderd.
In Zwitserland, Oostenrijk en Hongarije is het zelfs verboden de plant in de tuin te hebben en het is voorgeschreven om deze te verwijderen.

Hierbij wordt aangeraden:
- bij het verwijderen handschoenen aan te trekken;
- het loof niet in de gft-container te deponeren maar in de vuilcontainer, zodat het verbrand kan worden.

Na een oproep van het radioprogramma Vroege Vogels in oktober 2006 zijn 160 meldingen van alsemambrosia in Nederland verzameld. De explosieve verspreiding van de plant heeft de aandacht van het Ministerie van Landbouw, Natuur en Voedselkwaliteit.
De European and Mediterranean Plant Protection Organization (EPPO), met als lid nagenoeg alle landen uit Europa en rond de Middellandse zee, raadt aan maatregelen te treffen om verdere introductie en verspreiding te tegen te gaan en ongewenste populaties te beheren door publiciteit, beperkingen op de verkoop en aanplant en door verdelging.

## Allergie
Het stuifmeel kan een heftige hooikoortsreactie geven, evenals bij sommigen het aanraken van de bloeiwijze. In Nederland is er laatste jaren een sterke groei van het gehalte ambrosiapollen in de lucht. De late bloei van de plant, in september en oktober, verlengt het hooikoortsseizoen met twee maanden. Bij een warmere zomer gevolgd door een warme herfst kan de plant steeds beter in Europa gedijen. De eenjarige plant is een van de grootste verspreiders van pollen: per plant kan tot een miljard pollenkorrels verspreid worden. De allergische werking van het pollen kan enkele malen sterker zijn dan die van gras, de tot op heden voornaamste oorzaak van pollenallergie in Nederland.
In 2011 startte de Nederlandse Voedsel- en Warenautoriteit een campagne om de plant uit te roeien.
In België vormt deze plant tot nu toe nog geen groot probleem, ze komt nog niet zo vaak voor als in Nederland.